# Объяснялкины
«Объясня́лкины» — российский анимационный комедийный веб-сериал для взрослых, созданный Егором Лоскутовым для стримингового сервиса «Кинопоиск». Разработанный компаниями «Плюс Студия» и Nerds, мультсериал является спин-оффом мультсериала «Я это уже видел» и рассказывает о семье, ведущей своё собственное научпоп-шоу. Главных персонажей озвучили Дмитрий Сыендук, Виктория Зайцева и Полина Авдеенко. Лоскутов выступил главным сценаристом и шоураннером, а Евгений Блинников — режиссёром.
Премьера первого сезона мультсериала «Объяснялкины», состоящего из восьми серий, состоялась 19 октября 2023 года. 12 декабря 2024 года вышел специальный эпизод про Бабулю.

## Синопсис
Когда-то Объяснялкины были небольшим интернет-шоу про доброе и весёлое семейство, отвечающее на вопросы своего сынули об окружающем мире.
При всех попытках приукрасить свою «идеальность», за кадром они были обычной семьёй, где пара незрелых родителей с растущими проблемами в отношениях пытается воспитывать Сына, деля квартиру с Дедом, имеющим бурное прошлое и склонность к разного рода аферам, и Бабулей.
И вот однажды Объяснялкины заключают контракт на полноценное шоу для стриминга, даже не подозревая, на какие мучения они подписались…
По условиям контракта члены семьи не могут меняться, стареть или даже умереть. Это ещё сильнее обострило напряжение внутри и без того неидеального семейства.

Объяснялкины превратились в рабов собственного шоу, которое визуально стало дороже и качественнее, но было поставлено на бесконечный поток из сотни эпизодов. Раскрываемые темы давно перестали быть детскими, зачастую травмируя сынулю своими жуткими подробностями.
— Nerds

## Роли озвучивали

### Главные роли
- Дмитрий Сыендук — Батёк Объяснялкин / Дед Объяснялкин
- Виктория Зайцева — Мамуля Объяснялкина
- Полина Авдеенко — Сынуля Объяснялкин

### Роли второго плана
- Егор Лоскутов — Продюсер
- Юлия Рудина — Новый продюсер
- Александр Васильев
- Александр Койгеров
- Алексей Макрецкий
- Антон Денисов
- Артём Крылов
- Валерий Чеботаев
- Елизавета Чабан
- Иван Чабан
- Константин Ефимов
- Юрий Романов
- Александр Матвеев
- Андрей Матвеев
- Екатерина Ландо
- Ирина Чумантьева
- Максим Сергеев
- Станислав Концевич
- Юлия Зоркина
- Юрий Красиков
- Кристина Шерман
- Михаил Черняк
- Никита Крахмалёв
- Полина Войченко
- Андрей Лёвин
- Елена Харитонова
- Андрей Тенетко
- Михаил Хрусталёв
- Всеволод «Булджадь» Уваров
- Левон Мамулов
- Наталья Терешкова

## Список серий
| № | Название                                           | Премьера        |
| --- | -------------------------------------------------- | --------------- |
| 1 | «Нет, мы не потерпим!» «151: Рабство»              | 19 октября 2023 |
| Семья Объяснялкиных уже на протяжении года снимает свой сериал без выходных, не имея права как-либо меняться, взрослеть, стареть и умирать, а также съезжать из квартиры Деда и Бабули, — такие условия им навязал контракт со стриминговым сервисом, по глупости подписанный Дедом. Тем не менее Дед регулярно пытается умереть, за что семья получает штрафы в размере своей зарплаты. Сторона Объяснялкиных разорвать контракт до истечения срока не может, вследствие чего Мамуля, став свидетелем драки Батька и Деда, принимает решение саботировать съёмочный процесс и показать, что Объяснялкины — далеко не идеальная семья, чтобы продюсер сам расторг контракт с ними. Свой очередной выпуск они посвящают рассказу об истории рабства; как они ожидают, эта тема вкупе с переигрываниями и аналогиями между ней и их жизнью заставит Продюсера возненавидеть их и уволить. Однако продюсеру результат, наоборот, нравится, и он продлевает срок контракта до пяти лет. |                                                    |                 |
| 2 | «Мармеладный Владыка» «162: Что не так с сахаром?» | 19 октября 2023 |
| Батёк ностальгирует по временам своей молодости, когда он занимался румбой и ещё не набрал вес. В связи со своим телосложением он уже на протяжении недели питается йогуртами «без сахара». Свой очередной выпуск Объяснялкины посвящают рассказу о пользе и вреде сахара для организма, и в ходе разговора Мамуля затрагивает тему того, что даже в продуктах с пометкой «без сахара» он всё же присутствует, пусть и в виде одной лишь глюкозы. Тем не менее Батёк по-прежнему считает, что производители йогурта, которым он питается, сахар на производстве не используют, и вместе с Мамулей едет на йогуртовый завод, чтобы доказать это, однако их туда не пускают. Когда родители уезжают, Дед приводит Сынулю в ночной клуб «Приторн», чтобы тот увидел влияние сахара на организм на наглядном примере. Один из посетителей клуба узнаёт Деда как «Мармеладного Владыку» и предлагает «усластиться». Дед соглашается и превращается в сахарного наркомана, пугая своим состоянием Сынулю; родители, узнав об этом, едут к ним и врываются в клуб как раз в тот момент, когда посетители собираются насильно накормить Сынулю мороженым. Они ввязываются в драку и побеждают с помощью овощей и фруктов. После Батёк участвует в танцевальном конкурсе, где занимает третье место и в качестве приза получает годовой запас йогурта. |                                                    |                 |
| 3 | «Отвечалкины» «194: Плагиат»                       | 26 октября 2023 |
| Просматривая каналы на своей новой ТВ-приставке, Объяснялкины натыкаются на канал, на котором показывают сериал «Отвечалкины», очень похожий на их проект по концепции. Батёк и Дед возмущены, так как видят в этом шоу плагиат своего. Сначала они обвиняют Отвечалкиных в открытую, но те не воспринимают их претензии всерьёз. Пока Мамуля рассказывает Сынуле о том, что такое плагиат, Батёк с Дедом пытаются придумать, как «отменить» конкурентов. В конце концов они едут к продюсеру, чтобы тот решил этот вопрос, но узнают от него, что таких шоу, как «Объяснялкины», на самом деле гораздо больше. Батёк понимает, что вместо того, чтобы злиться на кого-то, кто «умнее, красивее и успешнее тебя», нужно ценить свою индивидуальность. По возвращении домой семья узнаёт, что Отвечалкины отказались от продления своего шоу на второй сезон и назвали себя «жалкой тенью неповторимых гуру этого жанра, „Объяснялкиных“». Сделали они это под давлением со стороны Мамули, ранее по сюжету ворвавшейся к ним в дом и угрожавшей им расправой. Батёк и Дед радуются такому повороту событий и готовятся отмечать победу над конкурентами. |                                                    |                 |
| 4 | «Похороны деда» «194: Похороны»                    | 2 ноября 2023   |
| Батёк и Мамуля собираются ехать на свадьбу младшей сестры последней, как вдруг узнают о смерти последнего друга Деда. Дед, однако, этому только рад, поскольку в молодости они с друзьями заключили пари, по условиям которого последний оставшийся в живых заберёт себе деньги, вырученные с продажи бивней найденного ими мамонта. В то время как родители летят на свадьбу на самолёте, Дед отправляется на похороны друга, взяв с собой Сынулю и рассказывая ему о том, как проходили похороны во времена Древней Руси, зачем нужно хоронить человека и как люди почитают память умерших. Батёк признаётся, что отказывался лететь не из-за аэрофобии, как он утверждал ранее, а из-за стыда от того, что он не может дать жене тот же уровень жизни, что и у её сестры. Мамуля в ответ на это заявляет, что её сестра — «избалованная, эгоистичная стерва» и что всю жизнь жила в её тени. Супруги всё же приезжают на свадьбу и всячески портят церемонию. После поминок друга Дед узнаёт, что так как в соответствии с контрактом со стримингом ему запрещено умирать, все деньги не достанутся ему, а поступят на счёт благотворительной организации, что очень сильно его расстраивает. |                                                    |                 |
| 5 | «Дача»                                             | 9 ноября 2023   |
| Объяснялкины приезжают на выходные на дачу Деда, где сосед пытается купить их участок, но получает отказ. Родители же, наоборот, настаивают на продаже участка, в то время как Дед считает, что он занимает особое место в жизни семьи: отец Деда входил в бригаду строителей, построивших дом, и, решив во что бы то ни стало поселиться на том самом месте, распространил слухи о древнем проклятии, лежащем на участке, и начал имитировать мистификации, после которых первые хозяева дачи продали её по низкой цене. По ходу событий серии Объяснялкины вспоминают различные важные эпизоды из своих жизней — знакомство Деда и Бабули, первый Новый год Батька и Мамули и другие. Тем не менее, несмотря на свои слова, Дед всё-таки продаёт участок соседу. |                                                    |                 |
| 6 | «Новый уровень» «201: Как заработать денег на…»    | 16 ноября 2023  |
| Мамуля предлагает начать копить деньги, чтобы взять ипотеку на отдельную квартиру, в которую Объяснялкины переедут по истечении срока контракта. Они приходят за помощью к продюсеру, который предлагает различные способы заработка: от съёмок в рекламе до разработки компьютерной игры по мотивам шоу. Взрослые против последней идеи, однако Сынуля рассказывает об истории видеоигровой индустрии и со временем ему удаётся переубедить родителей и Деда. Батёк даёт добро на создание игры, однако итоговый результат оказывается далёк от его ожиданий, что приводит его в ярость. Деньги, которые Объяснялкины откладывали на ипотеку, Батёк тратит на массажное кресло, что сильно расстраивает Мамулю. |                                                    |                 |
| 7 | «Оптимизация»                                      | 23 ноября 2023  |
| В связи с оптимизацией генеральный продюсер стриминга увольняется и на его место ставят новую руководительницу. Объяснялкины полагают, что с её приходом качество их шоу улучшится, однако она, наоборот, сокращает бюджет проекта, из-за чего семье приходится экономить практически на всём. Батьку приходится рассказывать Сынуле об экономии, и в ходе выпуска качество анимации постепенно ухудшается. Под конец Объяснялкины в очередной раз теряют Бабулю, и новая продюсер отправляет её в дом престарелых. Они приходят к прошлому продюсеру и требуют, чтобы он вернулся на свой пост и всё исправил, но тот злится на них и посылает. Когда Дед предполагает, что хуже быть не может, в квартиру семьи врывается спецназ. |                                                    |                 |
| 8 | «Судный день» «Тюремный спэшл: Как входить в хату» | 30 ноября 2023  |
| Объяснялкины попадают в тюрьму, а оттуда на программу «Судный день». Рейтинг их шоу упал и теперь зрители должны проголосовать за его отмену или перезапуск. В случае отмены, Объяснялкины не получат свободу, их просто разделят и распределят по другим шоу. Судьёй на «Судном дне» выступает новый продюсер, а старый тем временем пытается найти контракт Объяснялкиных и уничтожить его. У Объяснялкиных никак не получается защитить свою честь. В какой-то момент Сынуля рассказывает о ценности семьи, что трогает зрителей и старого продюсера. Зрители голосуют за перезапуск шоу, но Батёк отказывается от нового контракта, хотя он более выгодный, чем первоначальный. Объяснялкины становятся свободными. Права на их шоу остались у стримингового сервиса, и тот может перезапустить его с другими актёрами. Поскольку Объяснялкины теперь стали историей, зрители раскупили их мерч. Батёк со своей семьёй смог съехать от отца, Сынуля пошёл в школу, а Мамуля на работу. |                                                    |                 |
| 9 | «Возвращение бабули»                               | 12 декабря 2024 |
| Из 15-летней комы вышла Бабуля. Она очень обрадовалась, что у неё за это время появился внук. Однако, поскольку она не принимала участие в его жизни всё это время, она хочет наверстать упущенное. Они вместе идут в торговый центр, где Бабуля разрешает внуку делать все, что он захочет. Дед отправляется на поиски Бабули и внука. Внук обеспокоен навязчивостью Бабули угождать ему, и хотел бы поделать что-нибудь такое, что Бабуле было бы интересно самой. |                                                    |                 |

## Производство
Персонажи Объяснялкины впервые появились в анимационном скетч-шоу «Я это уже видел» (с 2020), созданном Егором Лоскутовым и выходящим на YouTube-канале Дмитрия Сыендука. В своих сюжетах, являющихся пародией на детские научно-популярные передачи, они представлены как семья, ведущая собственный научпоп-сериал. При создании данной сюжетной линии Лоскутов вдохновлялся мультсериалом «Семья почемучек», который смотрел в детстве. Семья главных героев казалась ему «слишком идеальной», а потому Объяснялкины стали её полной противоположностью. Во второй серии Дед Объяснялкин случайно подписывает с телепродюсером контракт, согласно которому вся семья обязана всю жизнь сниматься в сериале, не имея права меняться, взрослеть, стареть и умирать. Эта сюжетная линия и продолжена в мультсериале «Объяснялкины», о работе над которым «Кинопоиск» официально объявил в марте 2021 года. Сам Лоскутов был очень взволнован в связи с этим, так как по сути являлся в индустрии «ноунеймом», но при этом очень надеялся, что справится со своей задачей. Ему пришлось «придумывать, как сделать так, чтобы шуточный скетч, который [он] придумал перед сном, превратился в настоящий мультсериал, а ещё собирать команду инди-аниматоров со всего СНГ».

## Премьера
Первые эпизоды мультсериала «Объяснялкины» были показаны 23 июня 2023 года во внеконкурсной программе фестиваля «Пилот». Первую серию также показали в сентябре на Комик-коне в Астане. Первый сезон, состоящий из восьми серий, выходил на «Кинопоиске» начиная с 19 октября 2023 года. 9 декабря 2024 года вышел тизер, а 12 декабря состоялась премьера специального эпизода про Бабулю.

## Отзывы
Обозреватель издания «Постньюс» Мария Измайлова посчитала, что «взрослые» темы в мультсериале «привлекают и удерживают внимание зрителя, однако общий концепт повествования остается детским». По её мнению, «Объяснялкины» «кажутся слишком детскими для взрослых и слишком взрослыми для детей. Кажется, что создатели до конца не определились, для какой аудитории делают шоу». При этом она отметила, что сериал всё же есть за что похвалить: «Авторы ломают четвертую стену, высмеивают индустрию развлечений и деконструируют образ „рекламной семьи“, приправляя все юмором на злободневные темы». Валерия Лешберг в своём отзыве на сайте Big Geek Mews после просмотра первых трёх серий в целом похвалила проект, назвав его «качественным и забавным» и сравнив с такими мультсериалами, как «Симпсоны» и «Гриффины», «где также показаны не лишённые своих тараканов персонажи». При этом рисовку «Объяснялкиных» она назвала «вполне стандартной и, возможно, немного лубочной» и отметила, что у проекта «пока не прослеживается своя особая фишка, которая выделяла бы [его] на фоне других мультов». Журналист издания «Коммерсантъ» Иван Давыдов раскритиковал мультсериал, отметив его «вопиющую вторичность» и посредственный юмор, и назвал его «рассказом об одном из главных российских проклятий. Рассказом, не лишенным даже своеобразного трагизма: авторов жалко».

## Комментарии
1. ↑  В титрах: «Женёк ArhyBES».
2. ↑  События второго эпизода мультсериала «Я это уже видел» (2020).